# Хехтс, Ольгерт
Ольгерт Хехтс (латыш. Oļģerts Hehts; 30 декабря 1931, Латвия — 16 сентября 2016) — советский и латвийский баскетболист. Почетный член LBS. Мастер спорта СССР (1954).

## Биография
Играл на позиции форварда. Участник Мужской сборной Латвийской ССР по баскетболу, был кандидатом в Мужскую сборную СССР по баскетболу.
Трижды чемпион (1958, 1959, 1960) Кубка европейских чемпионов в составе рижского СКА. Четырёхкратный чемпион СССР (1955—1958).
Первый игрок из Латвии, использующий слэм-данк.
В 1952 году играл за клуб «Dinamo», затем с 1953 по 1960 год выступал за клуб «АСК Рига». Вместе со многими игроками СКА играл в гандбол за одноименный клуб из Риги.
После спортивной карьеры работал заведующим кафедрой физической культуры Латвийской сельскохозяйственной академии. Был женат на Хелене Битнер-Хехт.
Умер 16 сентября 2016 года, похоронен на кладбище Сникеркалнс в Ауце.